# پرده‌نشین
پرده‌نشین، یک مجموعه تلویزیونی به کارگردانی بهروز شعیبی و ساخته سال ۱۳۹۳ است. این سریال، محصول شبکه اول سیما و مجری طرح آن، مؤسسه سینمایی سیمای مهر و داستان این مجموعه بر اساس طرحی از عبدالرسول گلبن، نوشته شده‌ است. موسیقی این مجموعه، ساخته مهیار علیزاده و خواننده تیتراژ آن، علیرضا قربانی است.
در این سریال به کارکردها و اثرگذاری‌های روحانیون و حضور آنها در محله‌ها و در کنار مردم توجه ویژه‌ای شده‌است و به نوعی سبک زندگی ایرانی ـ اسلامی را به تصویر می‌کشد.

## داستان
هدی پس از سال‌ها برای دریافت ارثیه پدری می‌آید اما برایش اتفاقات غیرقابل پیش‌بینی‌ای رخ می‌دهد… در تندباد راه حادثه پیش آید…

## بازیگران
| بازیگر           | نقش             | توضیحات                           |
| ---------------- | --------------- | --------------------------------- |
| ویشکا آسایش      | هدی             | دختر حاج حبیب و مادر مائده        |
| حامد کمیلی       | محمدحسین        | پسر حاج عليرضا شهیدی و همسر مائده |
| سارا بهرامی      | مائده           | دختر هدی و همسر محمدحسین          |
| فرهاد آئیش       | حاج آقا شهیدی   | پدر محمد حسین و شوهرعمه هدی       |
| آتیلا پسیانی     | داوود میرزایی   | همسر زهره                         |
| مائده طهماسبی    | زهره            | دختر حاج حبیب                     |
| ژیلا سهرابی      | نجمه            | همسر حاج آقا شهیدی و عمه هدی      |
| سعید نیک‌پور      | حاج حبیب انصاری | پدر هدی و زهره                    |
| هومن برق نورد    | حاج آقا مهدوی   | پیش نماز مسجد                     |
| محسن کیایی       | براتعلی         | دوست محمدحسین                     |
| سارا رسول‌زاده    | هاجر            | نامزد براتعلی                     |
| محمود پاک‌نیت     | اکبر            | پدر هاجر                          |
| مهران رجبی       | احمدعلی         | پدر براتعلی                       |
| ناهید مسلمی      | همسر احمدعلی    | مادر براتعلی                      |
| علی دهکردی       | سرهنگ جهانگیری  |                                   |
| حبیب دهقان نسب   | بنگاهی          |                                   |
| بابک حمیدیان     | خزاعی           | شریک داوود                        |
| سینا مهراد       | سید جمال        | طلبه                              |
| رضا مولایی       | مجید            | شاگرد داوود                       |
| شیوا ابراهیمی    | سمیه            | همسر حاج آقا مهدوی                |
| فاطمه مرتاضی     | مادر مجید       |                                   |
| علیرضا جهانى نسب | فیلم بردار      |                                   |
| اکبر سلطانعلی    | نگهبان قبرستان  |                                   |

## جوایز و نامزدها
| جایزه                                          | رده            | دریافت‌کننده | نتیجه |
| ---------------------------------------------- | -------------- | ----------- | ----- |
| پانزدهمین دوره جشن حافظ                        |                |             |       |
| بهترین مجموعه تلویزیونی                        | سید محمود رضوی | نامزدشده    |       |
| بهترین کارگردانی تلویزیونی                     | بهروز شعیبی    | برنده       |       |
| بهترین فیلمنامه تلویزیونی                      | حسین تراب‌نژاد  | نامزدشده    |       |
| بهترین بازیگر مرد درام                         | فرهاد آئیش     | نامزدشده    |       |
| بهترین بازیگر مرد درام                         | هومن برق‌نورد   | نامزدشده    |       |
| بهترین بازیگر زن درام                          | ویشکا آسایش    | نامزدشده    |       |
| بهترین خواننده تیتراژ فیلم یا مجموعه تلویزیونی | علیرضا قربانی  | نامزدشده    |       |

## موسیقی و تیتراژ
موسیقی این سریال توسط مهیار علیزاده ساخته شده‌است و تیتراژ پایانی آن با صدای علیرضا قربانی و شعرمحمدعلی بهمنی اجرا شده‌است.

### قطعات ساخته شده برای سریال
علاوه بر تیتراژ ابتدایی و پایانی سریال پرده نشین، دو قطعه ساز و آواز، با نام‌های تابلوی شماره یک و تابلوی شماره دو، نیز از جمله ساخته‌های مهیار علیزاده برای این سریال است. تابلوی شماره یک، همراه با دکلمهٔ فرهاد آییش و آواز علیرضا قربانی و تابلوی شماره دو، شامل آوازی از علیرضا قربانی است.

### دوبله عربی
این سریال تاکنون به زبان عربی دوبله و از شبکه‌های الکوثر و آی‌فیلم پخش شده‌است.